# 神戸市立摩耶小学校
神戸市立摩耶小学校（こうべしりつ まやしょうがっこう）は、兵庫県神戸市灘区畑原通4丁目に所在する公立小学校。

## 沿革
- 1929年（昭和4年）4月1日 - 神戸市立西灘第三尋常小学校として開校。
- 1932年（昭和7年）4月1日 - 神戸市立摩耶尋常小学校と改称。福住尋常小学校創立に伴う校区分離。同日、校旗改正。
- 1941年（昭和16年）4月1日 - 神戸市摩耶国民学校と改称。
- 1944年（昭和19年）9月11日 - 岡山県へ学童集団疎開。
- 1947年（昭和22年）4月1日 - 神戸市立摩耶小学校と改称。
- 1949年（昭和24年）
  - 2月28日 - 児童図書館完成。
  - 12月4日 - 創立20周年記念式典挙行し、校歌制定。
- 1956年（昭和31年）1月27日 - 箕岡分校完成。
- 1958年（昭和33年）4月1日 - 箕岡分校が神戸市立美野丘小学校として校区分離。
- 1979年（昭和54年）
  - 11月18日 - 創立50周年記念タイムカプセルを埋設。
  - 11月20日 - 創立50周年記念式典挙行。
- 1986年（昭和61年）4月1日 - なかよし学級開設。
- 1990年（平成2年）
  - 2月17日 - 摩耶走ろう会開始。
  - 7月18日 - ブレハブ校舎に児童移動。
  - 7月25日 - 旧校舎（本館）解体工事開始。
  - 10月10日 - 福住小学校にて、秋の運動会開催。
  - 10月25日 - この日から30日まで、自然学校開始。
- 1991年（平成3年）12月20日 - 新校舎完成。
- 1992年（平成4年）
  - 1月8日 - 新校舎で授業開始。旧新館解体し、プレハブ教室撤去。
  - 8月31日 - 運動場改修工事完成
  - 11月8日 - 摩耶小学校全面改築竣工記念式典挙行し、記念行事開催。音楽隊結成。
- 1995年（平成7年）
  - 1月17日 - 5時46分頃に阪神・淡路大震災発生。本校も避難所となる。電気・ガス・水道等が全面ストップし、学校は臨時休校となる。
  - 2月6日 - 学校再開（2部授業）。　　　　　　　　　　　　　　　　 　　　　   　　
  - 2月27日 - 簡易給食開始。　　　　　　　　　　　　　　　　　　　　 　　　　
  - 3月24日 - 平成6年度第66回卒業証書授与式を上野中学校講堂にて挙行された。
- 12月25日 - 避難所解消。
- 1997年（平成9年）2月 - スキーキャンプ開始。
- 2006年（平成18年）1月24日 - 地域合同防災訓練実施。炊き出し給食を行った。なお、地域合同防災訓練はコロナ禍で中止された令和3年と令和4年を除き、1月17日前後に毎年実施。

## 通学区域
- 神戸市灘区[1]
  - 中原通5丁目、福住通1 - 5丁目、天城通1 - 5丁目、畑原通1 - 5丁目、赤坂通1 - 5丁目、上野通1 - 5丁目、国玉通1丁目(1番)・4丁目、薬師通4丁目、五毛通4丁目、高尾通4丁目、箕岡通4丁目、畑原(五鬼城山)、原田、摩耶山、摩耶山町、篠原本町5丁目(4～6番)、篠原中町6丁目、城の下通1丁目(1・4番)、上野(高尾山)

## 校区内の主な施設
- 摩耶地域福祉センター
- 神戸市立上野中学校（進学先中学校）

## 交通
ページトップの画像にある神戸市道西灘第四23号線沿いの校門まで
- 阪急電鉄神戸本線王子公園駅から、徒歩約700m・約11分。
- 神戸市バス 2・18系統「五毛天神」停留所より、
  - 摩耶ケーブル下・阪急六甲・JR六甲道方面行のりばから、徒歩約350m・約5分。
    - 三宮・元町方面行のりばと同一ルートなら、約245m程だが、市道を横断する横断歩道が停留所付近に設置されておらず、横断歩道が設置されている五毛五差路交差点まで廻る必要があるため、やや遠廻りとなる。

  - 三宮・元町方面行のりばから、徒歩約250m・約4分。

## 著名な出身者
- 佐藤雅彦（理論計算機科学者）
- 金井壽宏（経営学者）
- グルラジャニ・ネイサン（プロ野球選手）

## 通学区域が隣接している学校
- 神戸市立福住小学校
- 神戸市立稗田小学校
- 神戸市立六甲小学校
- 神戸市立美野丘小学校
- 神戸市立六甲山小学校
- 神戸市立谷上小学校
- 神戸市立雲中小学校
- 神戸市立上筒井小学校